# George Stafford (Chemiker)
George C. Stafford jr. (* 2. Oktober 1950 in Harrisonburg, VA) ist ein US-amerikanischer Chemiker, der die Ionenfalle zur Marktreife entwickelt hat.

## Leben
George Stafford studierte an der University of Virginia ab 1972 Chemie und promovierte dort im Jahr 1977. Er beschäftigte sich als Mitarbeiter der MS-Herstellerfirma Finnigan MAT mit dem Prinzip der Ionenfalle (engl. ion trap, IT), die zu Beginn der 1950er Jahre vom deutschen Nobelpreisträger Wolfgang Paul entwickelt worden war. Erst die Arbeiten Staffords um das Jahr 1983 führten zur Marktreife dieses Produkts. Mit den Modifikationen war es möglich, Massenbereiche von Ionen gleichzeitig in der Ionenfalle zu speichern und gezielt aus der „Trap“ zu entlassen. Zusätzlich fand die Gruppe von Stafford heraus, dass durch Einlassen von Helium bei etwa 10−5 Pa die Massenauflösung eines IT-Massenspektrometers drastisch verbessert wurde.  Stafford war seit 1999 Director R&D bei der Firma Thermo und ist seit 2009 Director R&D LC/MS Hardware bei der Firma Agilent Technologies.
Stafford ist verheiratet und hat drei Kinder.

## Ehrungen
- Analytical Chemistry Award (1995)
- John B. Fenn Award for a Distinguished Contribution in Mass Spectrometry der American Society for Mass Spectrometry (2001)